# Fantasies & Delusions
| 전문가 평가 | 전문가 평가 |
| 평가 점수   | 평가 점수   |
| 출처        | 점수        |
| ----------- | ----------- |
| 올뮤직      | [ 1 ]       |
| 롤링 스톤   | [ 2 ]       |

《Fantasies & Delusions》는 미국의 싱어송라이터 빌리 조엘의 열 세번째 정규 음반이자, 그의 마지막 정규 음반이다. 빌리 조엘의 오랜 친구인 한국계 영국인 주형기가 연주 피쳐링에 참여했다. 클래식 음악이 수록된 (팝, 록 음악이 전혀 수록되지 않은) 빌리 조엘의 유일한 정규 음반이다.
《Fantasies & Delusions》는 원래 뉴욕 글렌 코브시에 위치한 코브 시티 사운드 스튜디오에서 녹음했으며, 빌 잠피노와 리치 카나타가 녹음 제작에 도움을 주었다. 이후 최종 발매를 위해 오스트리아 비엔나에서 재녹음이 이루어졌다.
본 음반은 빌보드 200 차트에 진입한 빌리 조엘의 19번째 음반으로, 2001년 10월 빌보드 200 차트에서 83위를 기록했다.

## 수록곡
모든 수록곡은 빌리 조엘이 작곡했다.
1. Opus 3. Reverie ("Villa d'Este") – 9:31
2. Opus 2. Waltz # 1 ("Nunley's Carousel") – 6:58
3. Opus 7. Aria ("Grand Canal") – 11:08
4. Opus 6. Invention in C Minor – 1:04
5. Opus 1. Soliloquy ("On a Separation") – 11:26
6. Opus 8. Suite for Piano ("Star-Crossed"): I. Innamorato – 7:46
7. Opus 8. Suite for Piano ("Star-Crossed"): II. Sorbetto – 1:30
8. Opus 8. Suite for Piano ("Star-Crossed"): III. Delusion – 3:37
9. Opus 5. Waltz # 2 ("Steinway Hall") – 7:00
10. Opus 9. Waltz # 3 ("For Lola") – 3:28
11. Opus 4. Fantasy ("Film Noir") – 8:56
12. Opus 10. Air ("Dublinesque") – 3:46